# Samochema
Samochema is een dorp in het district North-West in Botswana. De plaats telt 1149 inwoners (2011).